# Az életteli Vivo
Az életteli Vivo (eredeti cím: Vivo)  2021-ben bemutatott amerikai számítógépes animációs zenés filmvígjáték, melyet a Sony Pictures Animation készített. A filmet Kirk DeMicco rendezte, társrendezője Brandon Jeffords, a forgatókönyvet DeMicco és Quiara Alegría Hudes írta, a történet Peter Barsocchini eredeti ötlete alapján jött létre; Lin-Manuel Miranda az által írt dalokkal a filmben a címszereplő hangját is adja. További szinkronszerepben Ynairaly Simo, Zoë Saldana, Juan de Marcos González, Michael Rooker, Brian Tyree Henry, Nicole Byer és Gloria Estefan hallható. A film a Sony Pictures Animation első zenés filmje.
A filmet Miranda először 2010-ben ajánlotta a DreamWorks Animationnek, de a cégnél 2015-ben végrehajtott átszervezések miatt törölték. Később a Sony Pictures Animation újraindította, és 2016. december 14-én gyorsított eljárással elkészítette.
Az életteli Vivo 2021. július 30-án került a mozikba, míg az év augusztus 6-án pedig digitálisan mutatták be a Netflixen.

## Cselekmény
Havanna, Kuba, napjainkban.
Andrés Hernández és Vivo (aki egy farksodró) együtt zenélnek az utcán. Egy nap a fellépésük után Andrés levelet kap régi barátjától, Marta Sandovaltól, aki közli vele, hogy visszavonul a zenei karrierjétől. A levél lehetőséget kínál arra, hogy Floridában, a Mambo Cabana klubban újra találkozzanak, és Andrés végre elmondhassa Martának, hogy mit érez iránta egy dalban, amit csak neki írt.
Vivo, aki elégedett a kubai életükkel, nem szívesen segít Andrésnek, és dühösen távozik. Másnap reggel kiderül, hogy Andrés álmában elhunyt, és még aznap este gyászszertartást tartanak a téren, amelyen Andrés unokahúga, Rosa és lánya, Gabi is részt vesz, mielőtt hazautaznak a floridai Key West-be.
A korábbi vonakodása miatt szégyenkezve Vivo maga is megfogadja, hogy valahogy rá kell vennie Martát, hogy hallgassa meg Andrés dalát, amit neki írt.
Gabi és Rosa társaságában titokban elutazik Key Westbe. Gabi nagyon megörül, amikor felfedezi a cuccai között megbújó Vivót, és elmagyarázza neki, hogy a szülővárosában ő az esélytelen, mert más, mint a többiek, és nem akar a cserkészcsapatába, a Homokdollárokba tartozni.
Gabi megtalálja Andrés dalát, és beleegyezik, hogy segít Vivónak eljuttatni a dalt Martának. Egy városi sütiárusítás ürügyén Gabi buszjegyet vesz, hogy eljusson Marta műsorára, de három másik Homokbaba megállítja őket, akik érdeklődést mutatnak Vivo és a „veszélyeztetett fajok” iránt. Gabinak és Vivónak sikerül elmenekülnie előlük, de lekésik a buszt. Az Everglades-ben kötnek ki, és egy esőzés megnehezíti az előrehaladásukat.
Miközben Gabit keresik, Vivo találkozik egy Dancarino nevű rózsás kanalasgémmel, aki sikertelenül próbál szerelmet találni egy fajtársával. Vivo segítségével sikerül elnyernie Valentina szívét. Később ketten megmentik Vivót egy Lutador nevű, zajongó zöld anakondától.
Közben Gabi rájön, hogy a Homokdollárok követték őt egy hajón, és hogy náluk van Andrés dala, amit addig tartanak vissza tőle, amíg el nem vezeti őket Vivóhoz. Amikor a lányokat megtámadja Lutador, Vivo megmenti őket, de a dal kottája közben a vízbe esik és megsemmisül. Vivo elkeseredetten fontolgatja, hogy visszamegy Kubába, amíg rá nem jön, hogy Gabival újra elő tudják állítani a dalt, mivel ő ismeri a dallamot, Gabi pedig a szöveget. Együtt eljutnak Miamiba, és megkeresik Martát, aki nem sokkal korábban értesült Andrés haláláról, és nem akar színpadra lépni.
Gabi és Vivo belopóznak a Mambo Cabanába, de Gabi nem tud bemenni, és azt mondja Vivónak, hogy menjen tovább nélküle. A lányt hamarosan elkapják a biztonságiak és a dühös anyja, aki rájött, hogy a lánya ide szökött.
Vivo megtalálja a gyászoló Martát, aki felismeri őt Andrés gyászjelentő fotójáról, és Vivo átadja neki a dalt. A daltól meghatódva Marta új erőre kap, és úgy dönt, hogy színpadra lép. Vivo ezután felkeresi Gabit és Rosát, akik hazafelé menet veszekednek. Gabi végül könnyes szemmel osztja meg érzéseit az édesanyjával: úgy érezte, azért kell részt vennie Vivo küldetésében, hogy átadja a dalt, mert Andrésnek sosem volt alkalma elmondani Martának, mennyire szerette őt, ahogy neki sem volt alkalma elmondani az apjának, mielőtt meghalt. Rosa megnyugtatja a lányát, hogy az apja tudta, mennyire szereti őt, és éppen időben viszi vissza Gabit és Vivót a koncertre, hogy Marta meghallgassa Andrés dalát. Vivo úgy dönt, hogy Gabival és Rosával Floridában marad, Gabi és Vivo pedig Martával együtt adnak saját műsort a városban.

## Szereplők
| Szereplő             | Eredeti hang            | Magyar hang     | Leírás |
| -------------------- | ----------------------- | --------------- | --- |
| Vivo, egy farksodró  | Lin-Manuel Miranda      | Szemenyei János | A főszereplő, aranytorkú farksodró, akinek egy szerelmes dalt kell kézbesítenie.                           |
| Gabi                 | Ynairaly Simo           | Hegedűs Johanna | Andrés unokahúga, aki Vivo társa lesz.                                                                     |
| Rosa                 | Zoë Saldana             | Kis-Kovács Luca | Gabi féltő anyja.                                                                                          |
| Andrés, Vivo gazdája | Juan de Marcos González | Forgács Gábor   | Vivo gazdája, aki Marta iránt érzéseit sose merte bevallani.                                               |
| Dancarino            | Brian Tyree Henry       | Szabó Máté      | Egy kissé ügyetlen rózsás kanalasgém.                                                                      |
| Valentina            | Nicole Byer             | Janza Kata      | Egy kissé ügyetlen rózsás kanalasgém.                                                                      |
| Lutador              | Michael Rooker          | Sztarenki Pál   | A zenegyűlölő zöld anakonda az Everglades Nemzeti Parkban. (A filmben valamiért egyszer pitonnak nevezik.) |
| Marta Sandoval       | Gloria Estefan          | Szulák Andrea   | Andrés szerelme.                                                                                           |
| Floridai buszvezető  | Leslie David Baker      | Faragó András   | |
| Becky                | Katie Lowes             | Boldog Emese    | Cserkészsütiárus kislány.                                                                                  |
| Eva                  | Olivia Trujilo          | Bartus Emese    | Cserkészsütiárus kislány.                                                                                  |
| Sarah                | Lidya Jewett            | Mayer Szonja    | Cserkészsütiárus kislány.                                                                                  |
| Montoya              | Christian Ochoa         | Elek Ferenc     | |

## Zene
2016. december 14-én kiderült, hogy Miranda 11 dalt ír a filmhez. 2021. április 26-án bejelentették, hogy Miranda visszatérő alkotótársa, Alex Lacamoire a film zeneszerzőjeként és zenei producerként is dolgozott a filmen. A film zenéjében a „My Own Drum” című számot Ynairly Simo és Missy Elliott adja elő.

## Fordítás
- Ez a szócikk részben vagy egészben  a   Vivo (film) című angol Wikipédia-szócikk fordításán alapul.  Az eredeti cikk szerkesztőit annak laptörténete sorolja fel. Ez a jelzés csupán a megfogalmazás eredetét és a szerzői jogokat jelzi, nem szolgál a cikkben szereplő információk forrásmegjelöléseként.